# Claviórgão

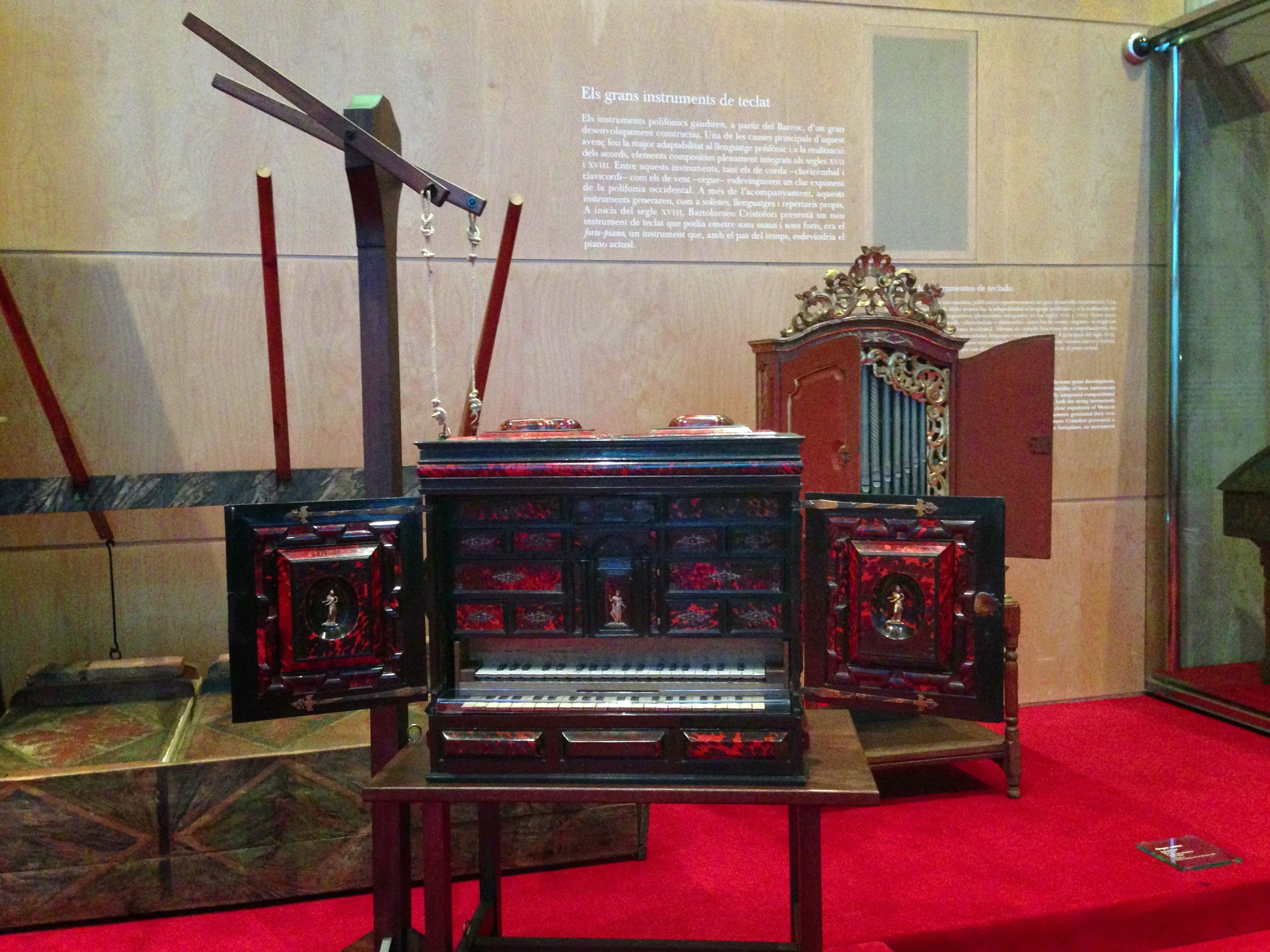
Claviórgão, Lorenz Hauslaib, MDMB 821 Museu de la Música de Barcelona

O claviórgão (também conhecido como craviórgão ou claviorganum) é um instrumento musical cuja origem é incerta. Diversas "virgynalls with regals" são mencionadas nos inventórios do rei inglês Henrique VIII, em 1542/1543 e 1547, e Wilson Barry cita referências ao instrumento na Inglaterra que datariam já da década de 1530. O termo claviorganum, em seu sentido mais estrito, refere-se à combinação de um cravo (ou outro instrumento similar) e um órgão, embora posteriormente também tenha sido usado para designar uma combinação de piano e órgão. Michael Praetorius descreve o claviórgão em seu Syntagma Musicum, de 1619, como:

" ... um clavicembalo, ou qualquer outra sinfonia, no qual um certo número de tubos seja combinado com as cordas. Externamente ele parece exatamente com um clavicembalo ou sinfonia, além dos foles, que por vezes são colocados na parte posterior do instrumento, e por outras colocados dentro do seu corpo."

Talvez porque existam relativamente poucos exemplos remanescentes, uma história abrangente do claviórgão nunca foi publicada - embora alguns poucos acadêmicos tenham tido a ideia de escrever sobre o assunto. Alguns instrumentos são mais conhecidos que outros, porém o lugar do claviórgão na história dos instrumentos e o seu uso ainda é amplamente desconhecido.